# Robert Fette
Robert Fette (* 16. März 1879 in Hedemünden, heute Hann. Münden; † 11. Juli 1934 in Stuttgart) war ein deutscher Verwaltungsbeamter und Politiker der SPD.

## Leben und Beruf
Fette besuchte die Volksschule in Hedemünden und die Fortbildungsschule in Hildesheim. Danach absolvierte er eine Lehre zum Buchbinder, in diesem Beruf war er später auch tätig. 1897 schloss er sich dem Verband der Buchbinder und Papierverarbeiter an. Im Februar 1903 wechselte er nach Halle (Saale), wo er Redakteur der Zeitung Volksblatt wurde. Im Februar ging er nach Stuttgart, wo er zum Arbeitssekretär der Vereinigten Gewerkschaften berufen wurde.
Im Februar 1920 wurde zum Hilfsberichterstatter in der Wohnungsabteilung des württembergischen Ministeriums des Innern berufen. Im April 1921 wurde er Mitglied des Vorstands der Landesversicherungsanstalt Württemberg, wo er seit 1911 ehrenamtliches Mitglied war. Im April 1923 wurde ihm der Titel des Regierungsrats verliehen.

## Politik
1900 trat Fette in die SPD ein. 1919 kandidierte er zunächst erfolglos für den Württembergischen Landtag, jedoch rückte er am 6. August 1919 für den ausgeschiedenen Andreas Dreher nach und gehörte dem Landtag bis 1920 an.

## Verfolgung und Tod
Am 30. April 1933 wurde Fette aus politischen Gründen zunächst beurlaubt. Am 24. Juni 1933 erfolgte schließlich, aufgrund des Gesetzes zur Wiederherstellung des Berufsbeamtentums, seine Entlassung zum 30. September 1933. In der darauffolgenden Zeit wurde er durch die NS-Behörden mehrfach denunziert, die Gestapo nahm dabei eine Typenprobe seiner Schreibmaschine. Fette litt unter den Folgen der Verfolgung durch die NS-Behörden, zudem sah er keine Möglichkeit der finanziellen Absicherung seiner Familie. Am 11. Juli 1934 starb er durch Vergiftung. Er hinterließ seine Frau und zwei Kinder.